# Rochegude (Drôme)
Rochegude é uma comuna francesa na região administrativa de Auvérnia-Ródano-Alpes, no departamento de Drôme. Estende-se por uma área de 18,3 km². Em 2010 a comuna tinha 1 655 habitantes (densidade: 90,4 hab./km²).